# Campionati del mondo di atletica leggera indoor 2025 - Salto in alto maschile
La gara del salto in alto maschile dei campionati del mondo di atletica leggera indoor 2025 si è svolta il 21 marzo 2025 a Nanchino.

## Podio
| Pos.    | Atleta           | Nazionalità   | Misura |
| ------- | ---------------- | ------------- | ------ |
| Oro     | Woo Sang-hyeok   | Corea del Sud | 2,31 m |
| Argento | Hamish Kerr      | Nuova Zelanda | 2,28 m |
| Bronzo  | Raymond Richards | Giamaica      | 2,28 m |

## Situazione pre-gara

### Record
Prima di questa competizione, il record del mondo e il record dei campionati erano i seguenti.
| Record                | Prestazione | Atleta                | Data e luogo                     | Competizione                     |
| --------------------- | ----------- | --------------------- | -------------------------------- | -------------------------------- |
| Record mondiale       | 2,45 m(o)   | Javier Sotomayor Cuba | 27 luglio 1993 Salamanca, Spagna |                                  |
| Record dei campionati | 2,43 m      | Javier Sotomayor Cuba | 4 marzo 1989 Budapest, Ungheria  | Campionati del mondo indoor 1989 |

## Qualificazioni
Per il salto in alto maschile il periodo di qualifica andava dal 1º settembre 2024 al 9 marzo 2025. Gli atleti potevano ottenere la qualificazione rientrando nello standard di 2,34 m, con una wildcard o in base al loro piazzamento nel World Athletics Rankings.

## Risultati

### Finale
La finale diretta si è tenuta il 21 marzo 2025 alle ore 18:30.
| Pos.    | Atleta              | Nazionalità   | 2,14 | 2,20 | 2,24 | 2,28 | 2,31 | Risultato | Note                                     |
| ------- | ------------------- | ------------- | ---- | ---- | ---- | ---- | ---- | --------- | ---------------------------------------- |
| Oro     | Woo Sang-hyeok      | Corea del Sud | o    | o    | xo   | o    | o    | 2,31 m    | Miglior prestazione personale stagionale |
| Argento | Hamish Kerr         | Nuova Zelanda | o    | o    | xo   | o    | xxx  | 2,28 m    |                                          |
| Bronzo  | Raymond Richards    | Giamaica      | o    | o    | o    | xo   | xxx  | 2,28 m    |                                          |
| 4       | Elijah Kosiba       | Stati Uniti   | o    | o    | xo   | xo   | xxx  | 2,28 m    | Miglior prestazione personale stagionale |
| 5       | Oleh Doroshchuk     | Ucraina       | o    | o    | o    | xxo  | xxx  | 2,28 m    |                                          |
| 6       | Manuel Lando        | Italia        | o    | o    | xxo  | xxx  |      | 2,24 m    |                                          |
| 7       | Naoto Hasegawa      | Giappone      | o    | xo   | xxx  |      |      | 2,20 m    | Miglior prestazione personale stagionale |
| 8       | Yonathan Kapitolnik | Israele       | xo   | xxo  | xxx  |      |      | 2,20 m    |                                          |
| 9       | Romaine Beckford    | Giamaica      | o    | xxx  |      |      |      | 2,14 m    |                                          |
| 9       | Luis Castro Rivera  | Porto Rico    | o    | xxx  |      |      |      | 2,14 m    |                                          |
| 9       | Dmytro Niktin       | Ucraina       | o    | xxx  |      |      |      | 2,14 m    |                                          |
| 9       | Jan Štefela         | Rep. Ceca     | o    | xxx  |      |      |      | 2,14 m    |                                          |
| 13      | Souta Haraguchi     | Giappone      | xo   | xxx  |      |      |      | 2,14 m    | Miglior prestazione personale stagionale |